# Списак председника Русије
Ово је списак председника Руске Федерације после 1991. Институција председништва у Русији планирана је 1918. године након Фебруарске револуције и још једном 1990. године током неуспешних реформи Михаила Горбачова једнопартијског ауторитарног система Совјетског Савеза.

## Списак
| #              | #                          | Портрет   | Име и презиме                | Почетак и крај мандата            | Мандат   | Премијер    |
| -------------- | -------------------------- | --------- | ---------------------------- | --------------------------------- | -------- | ----------- |
|                | 1                          |           | Борис Јељцин 1931–2007.      | 10. јул 1991 – 31. децембар 1999. | 1 (1991) | И. Силајев  |
| он             | 1                          |           | Борис Јељцин 1931–2007.      | 10. јул 1991 – 31. децембар 1999. | 1 (1991) |             |
| В. Черномирдин | 1                          |           | Борис Јељцин 1931–2007.      | 10. јул 1991 – 31. децембар 1999. | 1 (1991) |             |
| 2 (1996)       | 1                          |           | Борис Јељцин 1931–2007.      | 10. јул 1991 – 31. децембар 1999. |          |             |
| С. Киријенко   | 1                          |           | Борис Јељцин 1931–2007.      | 10. јул 1991 – 31. децембар 1999. |          |             |
| Ј. Примаков    | 1                          |           | Борис Јељцин 1931–2007.      | 10. јул 1991 – 31. децембар 1999. |          |             |
| С. Степашин    | 1                          |           | Борис Јељцин 1931–2007.      | 10. јул 1991 – 31. децембар 1999. |          |             |
| В. Путин       | 1                          |           | Борис Јељцин 1931–2007.      | 10. јул 1991 – 31. децембар 1999. |          |             |
|                | -                          |           | Владимир Путин Рођен 1952.   | 31. децембар 1999 – 7. мај 2000.  |          |             |
| 2              | 7. мај 2000 – 7. мај 2008. | 3 (2000)  | Владимир Путин Рођен 1952.   | М. Касјанов                       |          |             |
| 2              | 7. мај 2000 – 7. мај 2008. | 3 (2000)  | Владимир Путин Рођен 1952.   | М. Фратков                        |          |             |
| 2              | 7. мај 2000 – 7. мај 2008. | 2 (2004)  | Владимир Путин Рођен 1952.   |                                   |          |             |
| 2              | 7. мај 2000 – 7. мај 2008. | В. Зупков | Владимир Путин Рођен 1952.   |                                   |          |             |
|                | 3                          |           | Дмитриј Медведев Рођен 1965. | 7. мај 2008 – 7. мај 2012.        | 1 (2008) | В. Путин    |
|                | 4                          |           | Владимир Путин Рођен 1952.   | 7. мај 2012 – тренутно            | 3 (2012) | Д. Медведев |
|                | 4                          | 4 (2018)  | Владимир Путин Рођен 1952.   | 7. мај 2012 – тренутно            |          | Д. Медведев |
| М. Мишустин    | 4                          |           | Владимир Путин Рођен 1952.   | 7. мај 2012 – тренутно            |          |             |
| 5 (2024)       | 4                          |           | Владимир Путин Рођен 1952.   | 7. мај 2012 – тренутно            |          |             |